# Khánh An, Yên Khánh
Khánh An là một xã cũ thuộc huyện Yên Khánh cũ, tỉnh Ninh Bình, Việt Nam. 

## Địa lý
Xã Khánh An cách trung tâm thành phố Ninh Bình 8 km, có vị trí địa lý:
- Phía đông giáp tỉnh Nam Định qua sông Đáy
- Phía nam giáp xã Khánh Cư
- Phía tây giáp huyện Yên Mô qua sông Vạc
- Phía bắc giáp xã Khánh Hòa.

Xã Khánh An có diện tích 7,40  km², dân số là 7.158 người, mật độ dân số đạt 967 người/km².
Đây là một xã có đường quốc lộ 10 nối thành phố Ninh Bình với thị trấn Phát Diệm đi qua. Đây là địa phương có dự án Đường cao tốc Ninh Bình - Hải Phòng - Quảng Ninh đi qua.

## Hành chính
Xã Khánh An được chia thành 11 thôn: Bùi, Đường 10, Miễu 1, Miễu 2, Phú Hạ, Phú Thượng, Phú Trung, Triều, Văn Giáp, Yên Bắc, Yên Cống

## Lịch sử
Dưới thời Lê, ở Thạch Lỗ ngũ thôn, nay là các xã Khánh Dương, Khánh An, Khánh Thịnh thuộc 2 huyện Yên Khánh, Yên Mô các hậu duệ Tạ Đại Lang, Tạ Đại Thanh là Tạ Nhân Thọ, Tạ Nhân Niên, Tạ Nhân Khả đều có công lớn và được phong công hầu khanh tướng.
Ngày 27 tháng 4 năm 1977, Hội đồng chính phủ ban hành Quyết định 125-CP về việc sáp nhập xã Khánh An thuộc huyện Yên Khánh thuộc huyện Yên Khánh mới giải thể vào huyện Yên Mô thành lập huyện Tam Điệp.
Ngày 4 tháng 7 năm 1994, Chính phủ ban hành Nghị định số 59-CP về việc chuyển xã Khánh An thuộc huyện Tam Điệp về huyện Yên Khánh mới tái lập quản lý.